# Метод БЭТ
Метод БЭТ (англ. BET method) — метод математического описания физической адсорбции, основанный на теории полимолекулярной (многослойной) адсорбции.

## Описание

БЭТ модель многослойной адсорбции, то есть случайного покрытия поверхности одной, двумя, тремя и т. д. адсорбируемыми молекулами.

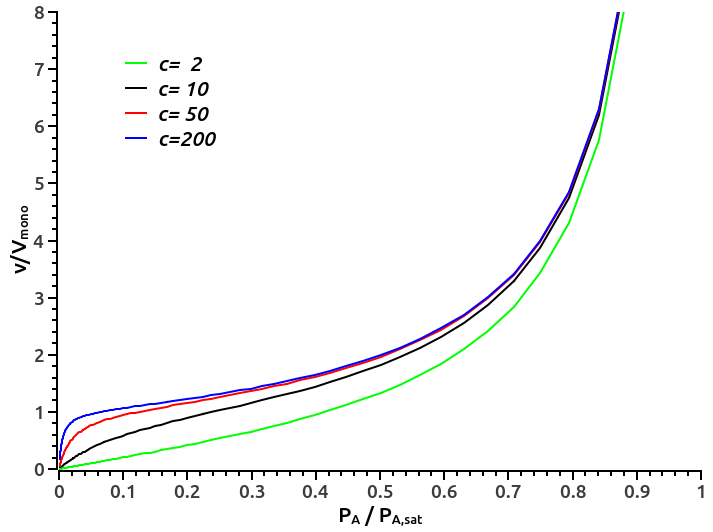
Примеры изотерм БЭТ для разных значений параметра взаимодействия c.

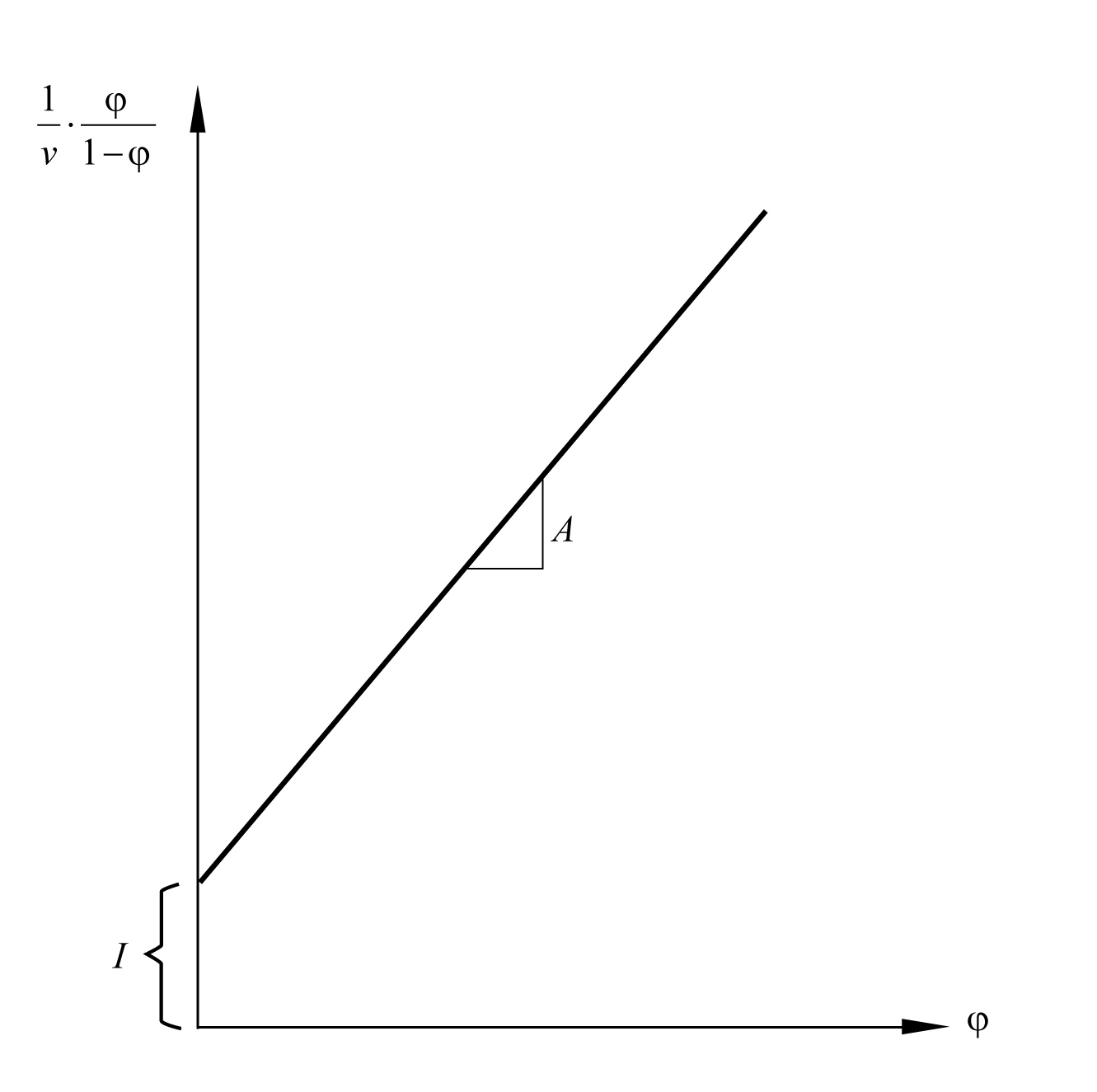
Вид линейного отображения изотермы адсорбции БЭТ

Метод предложен Брунауэром, Эмметом и Теллером. В нём используются следующие допущения: поверхность адсорбента однородна; взаимодействие адсорбент–адсорбат сильнее, чем адсорбат—адсорбат; взаимодействие адсорбированных молекул учитывается только в направлении, перпендикулярном поверхности, и рассматривается как конденсация.
Линейная форма изотермы адсорбции (уравнения БЭТ) имеет вид:
{\displaystyle {\frac {{p}/{p_{0}}}{a\left[\left(1-{p}/{p_{0}}\right)\right]}}={\frac {C-1}{a_{\mathrm {m} }C}}\left({\frac {p}{p_{0}}}\right)+{\frac {1}{a_{m}C}},}
где {\displaystyle p/p_{0}} — отношение давления в системе к давлению конденсации, {\displaystyle a} — величина адсорбции, {\displaystyle a_{m}} — объем монослоя на поверхности адсорбента, C — отношение констант адсорбционного равновесия в первом слое и константы конденсации.
Основной практической целью применения метода БЭТ является нахождение площади поверхности пористого твердого тела. Для этого получают экспериментальную зависимость адсорбции {\displaystyle a} от давления {\displaystyle p/p_{0}} при постоянной температуре (изотерма адсорбции), после чего по уравнению БЭТ вычисляют величину {\displaystyle a_{m}} и, затем, число молекул в монослое. Зная площадку, занимаемую одной молекулой, можно рассчитать суммарную площадь поверхности адсорбента любой формы и пористости. Принято считать, что метод БЭТ можно использовать для определения площади поверхности с точностью 5—10% в интервале значений относительного давления   ({\displaystyle p/p_{0}}) 0,05—0,35. Для более детального анализа пористой структуры твёрдого тела (вычисление доли пор различного диаметра в общей пористой структуре) по изотермам адсорбции используют дополнительные расчётные модели (например, метод BJH).